# Wiener-Cup 1929-1930
La Wiener-Cup 1929-1930 è stata la 12ª edizione della coppa nazionale di calcio austriaca.

## Quarti di finale
| Squadra 1      | Risultato   | Squadra 2      |
| -------------- | ----------- | -------------- |
| 15 marzo 1930  |             |                |
| First Vienna   | 2 - 1 (dts) | Floridsdorfer  |
| 16 marzo 1930  |             |                |
| Austria Vienna | 2 - 2 (dts) | Wiener SC      |
| Rapid Vienna   | 3 - 2 (dts) | Nicholson      |
| Wiener AC      | 1 - 1 (dts) | Hakoah Vienna  |
| 10 aprile 1930 |             |                |
| Hakoah Vienna  | 1 - 2       | Wiener AC      |
| 16 aprile 1930 |             |                |
| Wiener SC      | 0 - 1       | Austria Vienna |

## Semifinale
| Squadra 1      | Risultato | Squadra 2    |
| -------------- | --------- | ------------ |
| 27 aprile 1930 |           |              |
| Austria Vienna | 3 - 2     | Wiener AC    |
| First Vienna   | 4 - 0     | Rapid Vienna |

## Finale
| Squadra 1      | Risultato | Squadra 2      |
| -------------- | --------- | -------------- |
| 10 maggio 1930 |           |                |
| First Vienna   | 1 - 0     | Austria Vienna |